# Judith van der Berg
Judith van der Berg es una deportista neerlandesa que compitió en natación sincronizada. Ganó tres medallas en el Campeonato Europeo de Natación entre los años 1977 y 1983.

## Palmarés internacional
| Campeonato Europeo | Campeonato Europeo | Campeonato Europeo | Campeonato Europeo |
| Año                | Lugar              | Medalla            | Prueba             |
| ------------------ | ------------------ | ------------------ | ------------------ |
| 1977               | Jönköping (Suecia) | Medalla de oro     | Equipo             |
| 1981               | Split (Yugoslavia) | Medalla de plata   | Equipo             |
| 1983               | Roma (Italia)      | Medalla de plata   | Equipo             |